# Estadio Parque Artigas (Las Piedras)
Das Estadio Parque Artigas ist ein Fußballstadion in der uruguayischen Stadt Las Piedras.

## Geschichte
Das Estadio Parque Artigas wurde im Jahre 2002 errichtet. Während andere Quellen das Fassungsvermögen mit 12.000 Zuschauern angeben, berichtete La República im April 2000 anlässlich der geplanten Errichtung von einer Zuschauerkapazität in Höhe von 13.000 Personen. Die Baukosten für den Rohbau wurden seinerzeit auf 500.000 US-Dollar veranschlagt. Im Zuge der Wiedereröffnung der zwischenzeitlich nicht genutzten Sportstätte im Oktober 2009 wurde ein Sitzplatzvolumen von 3.000 kolportiert. Das Stadion dient dem Verein Club Atlético Juventud de Las Piedras als Heimspielstätte, wird aber auch von verschiedenen Institutionen der Micro-Region La Paz, Las Piedras und Progreso genutzt.
Am 2. September 2012 wurde im Parque Artigas mit der Begegnung Juventud gegen Central Español erstmals ein Spiel der Primera División Profesional de Uruguay ausgetragen. Bisherige Erstligaheimspiele Juventuds fanden bis dato im Estadio Martínez Monegal im benachbarten Canelones statt.